# Филадельфийская архиепархия УГКЦ
Филадельфийская архиепархия (лат. Philadelphiensis Ucrainorum, укр.  Філадельфійська  архієпархія ) — архиепархия Украинской грекокатолической церкви с центром в городе Филадельфия, США. Кафедральным собором Филадельфийской архиепархии является собор Непорочного зачатия Пресвятой Девы Марии.

## История
28 мая 1913 года Святой Престол учредил Ординариат США для католиков византийского обряда. 8 мая 1924 года Ординариат США был преобразован в Апостольский экзархат США.
20 июля 1956 года Апостольский экзархат США передал штат Нью-Йорк и Новую Англию новому Апостольскому экзархату Стемфорда (сегодня — Стемфордская епархия).
10 июля 1958 года Апостольский экзархат США был преобразован в Филадельфийскую архиепархию.
14 июля 1961 года Филадельфийская архиепархия передала территории к западу от штата Огайо новой Чикагской епархии.
5 декабря 1983 года Филадельфийская архиепархия передала территорию штатов Огайо, Кентукки, Теннеси, Миссисипи, Алабама, Джорджия, Флорида, Северная Каролина, Западная Вирджиния и Пенсильвания новой Пармской епархии.

## Ординарии архиепархии
- епископ Сотер Стефан Ортинский (28.02.1907 — 24.03.1916);
- архиепископ Константин Богачевский (20.05.1924 — 6.01.1961);
- архиепископ Амвросий Сенишин (14.08.1961 — 11.09.1976);
- архиепископ Иосиф Шмондюк (20.09.1977 — 25.12.1978);
- архиепископ Мирослав Любачивский (13.09.1979 — 27.03.1980);
- архиепископ Стефан Сулык (29.12.1980 — 29.11.2000);
- архиепископ Стефан Сорока (29.11.2000 — по настоящее время).

## Источник
- Annuario Pontificio, Libreria Editrice Vaticana, Città del Vaticano, 2003, ISBN 88-209-7422-3
- Енциклопедія українознавства. У 10-х т. / Гол. ред. Володимир Кубійович. — Париж; Нью-Йорк: Молоде Життя, 1954—1989.
- о. Бердар К. (ред.) Укр. Кат. Митрополія в З. Д. А. (зокрема праця о. І. Сохоцького, стр. 199—248, стр. 249—286). Ф. 1959;
- 70-ліття посвячення укр. кат. кафедри, 1910—1980. Ф. 1980; Procko В. Ukrainian Catholics in America: A History. Вашингтон 1982.